# Artur Bramora
Artur Franciszek Bramora (ur. 10 października 1972 w Myszkowie) – polski optyk i przedsiębiorca, poseł na Sejm VII kadencji.

## Życiorys
Uzyskał wykształcenie średnie techniczne. W 1997 ukończył optykę okularową w Prywatnym Policealnym Studium Optycznym. Od początku lat 90. prowadzi działalność gospodarczą: został właścicielem salonów optycznych, a także Centrum Kształcenia Optyczno-Medycznego w Częstochowie. Współzałożyciel oraz członek Środowiskowej Komisji Akredytacyjnej Optyki Okularowej i Optometrii z siedzibą w Warszawie.
W wyborach parlamentarnych w 2011 uzyskał mandat poselski, kandydując z 1. miejsca na liście Ruchu Palikota w okręgu częstochowskim. Otrzymał 10 610 głosów. Został przewodniczącym Komisji Edukacji, Nauki i Młodzieży oraz członkiem Komisji Zdrowia. W czerwcu 2013 złożył rezygnację z członkostwa w klubie poselskim Ruchu Palikota (nie występując jeszcze wówczas z partii). W tym samym miesiącu wraz z innymi byłymi posłami RP Bartłomiejem Bodio i Haliną Szymiec-Raczyńską założył koło poselskie Inicjatywa Dialogu, które uległo rozwiązaniu 11 grudnia tego samego roku po wstąpieniu wszystkich jego członków do klubu parlamentarnego Polskiego Stronnictwa Ludowego. Tydzień później Artur Bramora został także członkiem tej partii. Kandydował bezskutecznie z jej listy w wyborach do Parlamentu Europejskiego w 2014. W 2015 nie ubiegał się o poselską reelekcję.

## Życie prywatne
Zamieszkał w Częstochowie. Żonaty z Moniką, ma syna Mateusza i córkę Martę.